# Bieberehren
Bieberehren là một đô thị tại huyện Würzburg bang Bayern, Đức.